# Sphaerodactylus heliconiae
Espèce
Sphaerodactylus heliconiae est une espèce de geckos de la famille des Sphaerodactylidae.

## Répartition
Cette espèce se rencontre :
- dans le nord de la Colombie ;
- en Jamaïque.

## Publication originale
- Harris, 1982 : The Sphaerodactylus (Sauria: Gekkonidae) of South America. Occasional Papers Of The Museum Of Zoology University Of Michigan, n. 704, p. 1-31 (texte intégral).